# Bostadspolitik
Bostadspolitik avser offentliga åtgärder inom bostadsförsörjning och boendeförhållanden, och brukar ses som en del av välfärdspolitiken. En skillnad gentemot andra delar av välfärdspolitiken som brukar framhållas är att bostäder generellt fördelas på en marknad mellan köpare och säljare eller mellan hyresgäster och hyresvärdar. Konsekvensen av hur bostadsmarknaden fungerar blir att också bostadspolitiken tar sig andra uttryck jämfört med till exempel skolan eller sjukvården. Det offentliga tenderar att ha en mer tillbakadragen roll som aktör och styr oftast bostadspolitiken genom lagar eller ekonomiska styrmedel på olika sätt.